# Dinastia XXII d'Egipte

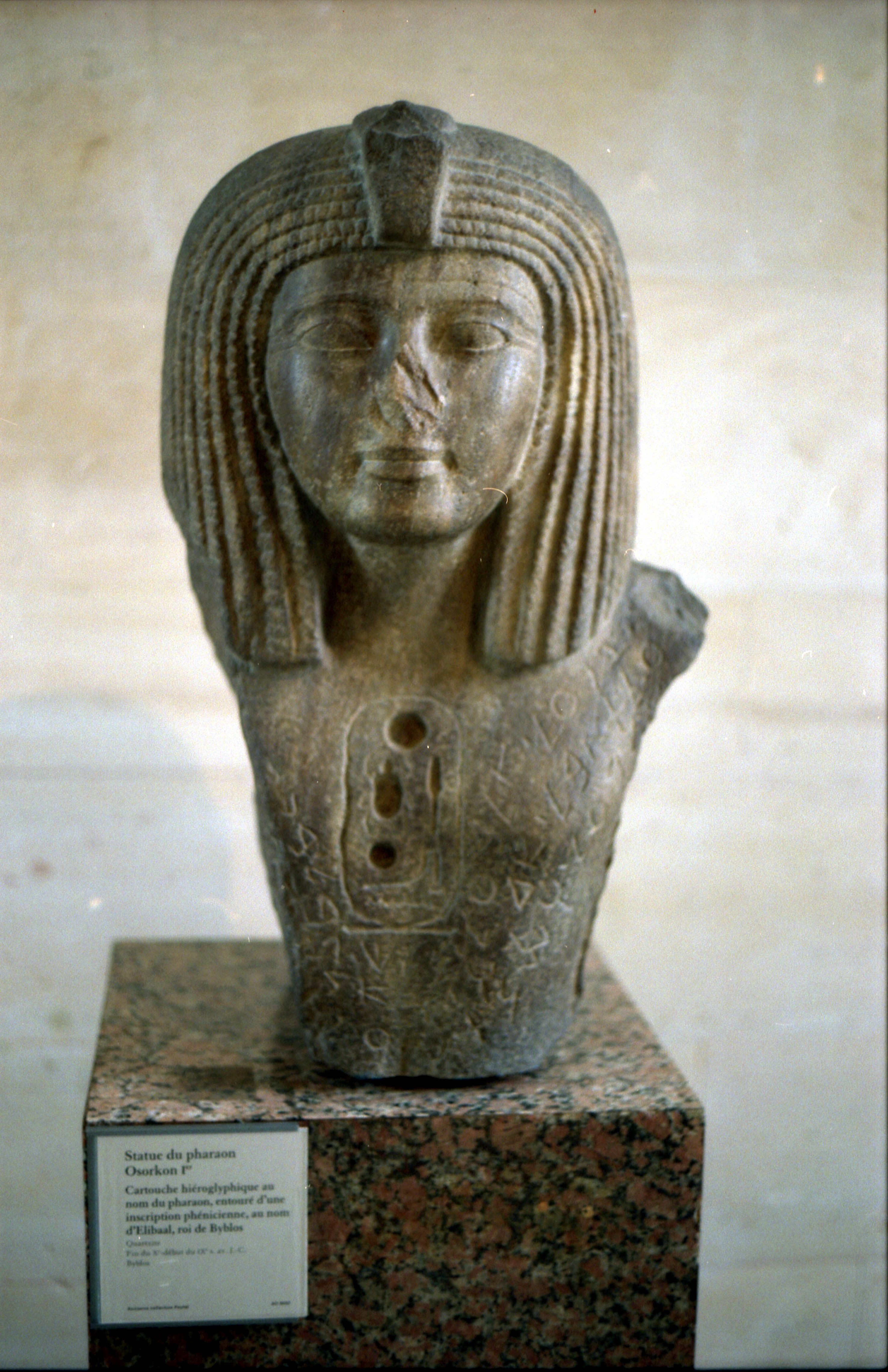
Osorkon I. Louvre.

La dinastia XXII  transcorre de c. 945-715 aC, durant el Tercer Període Intermedi. Els seus últims governants són coetanis dels dignataris de les dinasties XXIII, XXIV i XXV.

## Història
És una dinastia d'origen libi que va dominar l'antic Egipte, coetània de les XXIII, XXIV i XXV. S'estableix amb libis de la tribu meixweix, ja assentats al delta, quan, amb la caiguda de Psusennes II, Sheshonq I pren el poder i es fa proclamar faraó.
Els reis d'aquesta dinastia es posaran sota la protecció de déu Amon (perceptible en les seves titulatures, amb nombrosos Mery-Amon , "estimat d'Amón") i delegaran part dels seus poders als Summes sacerdots d'Amon de Tebes. També rendeixen memòria al gloriós passat representat per Ramsès II, i nombrosos reis portaran el seu nom de coronació, Usermaatra «poderosa és la justícia (Maat) de Ra», començant per Sheshonq I.
Aquests libis mai perdran completament els seus costums: instauren una mena de feus a tot el Delta del Nil per als membres de la família reial. El Baix Egipte es fragmenta així fins que un personatge de la família funda una dinastia coetània, la dinastia XXIII.
Una altra tribu líbia, els Libuši , s'assenta a la franja occidental del Delta a mitjans de la dinastia, amb Sheshonq III. Probablement és l'origen de la dinastia XXIV. De vegades es qualifica aquesta dinastia de bubastita (de la ciutat de Bubastis), però tot i que era l'urbs del fundador d'aquesta dinastia, i tot i que tenia el gran temple de Bastet, sembla que el palau reial s'ubicà sempre a Tanis, lloc on es van trobar les tombes dels reis d'aquesta dinastia.
Durant aquest període, la capital administrativa roman a Memfis. Els temples, que s'havien lucrat amb les donacions reials de l'Imperi Nou, es van convertir en el vincle indispensable de tot Egipte, des del declivi del poder reial al final de la dinastia XX. Van assumir, a través de les modificacions institucionals, la funció de garants de l'ordre còsmic vinculat a la tradicional percepció del món egipci.
En aquesta època es van desenvolupar nous aspectes de la teologia, com el culte de déus nens, destinats a permetre la renovació dels grans cicles de l'univers egipci. Al seu torn, apareixen com a mitjancers per excel·lència entre homes i déus, en l'esfera d'influència del desenvolupament de la devoció personal. La considerable ascensió del culte als animals consagrats s'inscriu entre aquestes evolucions, així com la pràctica oficial de l'oracle i la seva difusió en l'esfera privada.
Els libis es van assegurar el suport del clergat, el poder reial va respectar escrupolosament les obligacions religioses tradicionals: restableixen una política d'erecció de monuments a favor dels temples, especialment a Bubastis, però també en els grans santuaris de Karnak, Heliòpolis, Hermontis, Abidos i Tanis, que resta la capital del nord.
L'art del període assenyala la voluntat dels sobirans d'emular les monumentals dimensions ramsèssides, tant en arquitectura com en escultura. Es desenvolupa un art del bronze de gran qualitat, com l'Estàtua de la Divina Adoratriu Karomama.

## La dinastia XXII en els antics textos
Manethó va escriure, segons Sext Juli Africà en versió del monjo Jordi Sincel·le, que la dinastia XXII va consistir en nou reis de Bubastis: Sesonkhis  que va regnar 21 anys, Osorkon, que va regnar 15 anys, tres reis que van regnar 25 anys,  Takelotis que va regnar 13 anys i altres tres reis que van regnar 42 anys. En total, 120 anys.
Eusebi de Cesarea comenta que la dinastia XXII estigué formada per tres reis de Bubastis: Sesonkhosis, que va regnar 21 anys, Osorkon , que va regnar 15 anys i  Takelotis , que va regnar 13 anys. En total, 49 anys.
Les dinasties XXI, XXII, XXIII, XXIV i XXV configuren el Tercer Període Intermedi d'Egipte.

## Faraons de la dinastia XXII d'Egipte

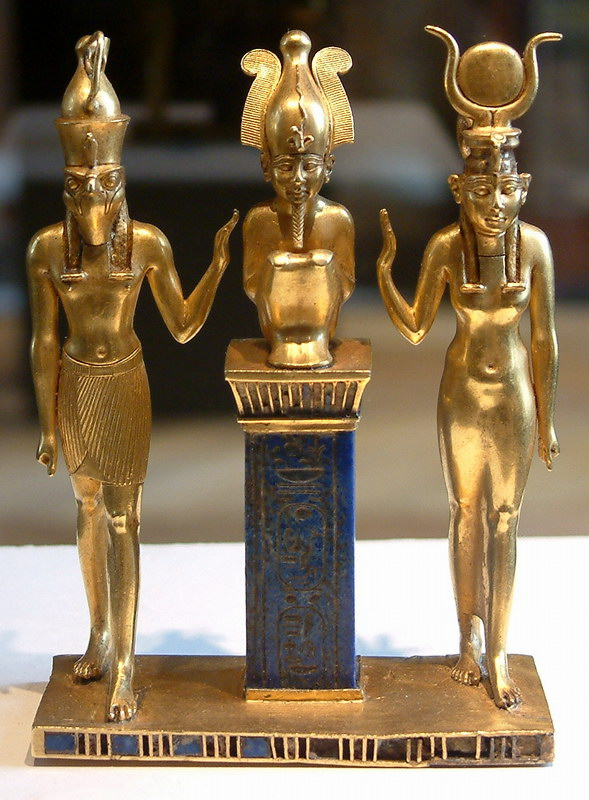
Tríada d'Osorkon II. Louvre.

| Nom comú                   | Nom de Nesut-Bity | Nom de Sa-Ra | Comentaris                         | Regnat (± 50 anys) |
| -------------------------- | ----------------- | ------------ | ---------------------------------- | ------------------ |
| Sheshonq I Sesonquis I     | Hedykheperra      | Sheshonq     |                                    | 945-924 aC         |
| Osorkon I Osorcon I        | Sejemkheperra     | Osorkon      |                                    | 924-889 aC         |
| Sheshonq II Sesonquis II   | Heqakheperra      | Sheshonq     |                                    | 890-890 aC         |
| Takelot I Tacelotis I      | Usermaatra        | Takelot      |                                    | 889-874 aC         |
| Osorkon II Osorcon II      | Usermaatra        | Osorkon      |                                    | 874-850 aC         |
| Horsiese I Harsiese I      | Hedykheperra      | Horsiese     |                                    | 870-860 aC         |
| Takelot II Tacelotis II    | Hedykheperra      | Takelot      |                                    | 850-825 aC         |
| Sheshonq III Sesonquis III | Usermaatra        | Sheshonq     | Secessió de Petubastis I en 818 aC | 825-773 aC         |
| Pami Pimay                 | Usermaatra        | Pamiy        |                                    | 773-767 aC         |
| Sheshonq V Sesonquis V     | Aakheperra        | Sheshonq     |                                    | 767-730 aC         |
| Osorkon IV Osorcon IV      | Aakheperra        | Osorkon      |                                    | 730-715 aC         |

## Summes Sacerdots d'Amon a Tebes
Els summes sacerdots d'Amon amb seu a Tebes són:
| Nom comú                    | Nom de Tron               | Nom de Naixement  | Comentaris                       | Sacerdoci (± 50 anys) |
| --------------------------- | ------------------------- | ----------------- | -------------------------------- | --------------------- |
| Iuput Iuput (A)             |                           | Iuput - Meriamon  |                                  | 944-924 aC            |
| Sheshonq Sheshonq (A)       | Heqakheperra Setepenra    | Sheshonq Meriamon | Posteriorment Sheshonq II        | 924-894 aC.           |
| Iuwelot                     |                           | Iuwelot           |                                  | 894-884 aC            |
| Nesbanebdyedet III          |                           | Nesbanebdyedet    |                                  | 884-874 aC            |
| Horsiese I Harsiese (A)     | Hedyekheperra Setepenamon | Horses Meriamon   |                                  | 874-860 aC            |
| ...du/Ao ... ... du/aut ... |                           | (desconegut)      |                                  | 860 - 855 aC          |
| Nimlot II Nimlot (C)        |                           | Nimlot            |                                  | 855-845/0 aC          |
| Osorkon Osorkon (B)         |                           | Osorkon           | Posteriorment va ser Osorkon III | 840-785 aC            |
| Horsiese II Harsiese (B)    |                           | Horsiese          |                                  | 835-800 aC            |
| Takelot Takelot (F)         |                           | Takelot           |                                  | 800-775 aC            |

## Cronologia de la dinastia XXII
Cronologia estimada pels següents egiptòlegs:
- Primer faraó:  Sheshonq I 
  - 948-927 (Dodson)
  - 946/45-925/24 (von Beckerath)
  - 945-924 (Grimal, Arnold, Shaw)
  - 931-910 (Redford)

- Darrer faraó:  Osorkon IV 
  - 733-715 (Dodson)
  - 730-715 (Arnold)
  - 730/728-715/713 (Aston)
  - 720-711 (Redford)

## Cronologia dels grans sacerdots d'Amón durant la dinastia XXII
Cronologia estimada pels egiptòlegs:
- Primer gran sacerdot:  Iuput , c. 944-924 aC

- Darrer gran sacerdot:  Takelot , c. 800-775 aC